# 21698 McCarron
21698 McCarron este un asteroid din centura principală de asteroizi.

## Descriere
21698 McCarron este un asteroid din centura principală de asteroizi. A fost descoperit pe 7 septembrie 1999 la Socorro, New Mexico, în cadrul proiectului LINEAR. Asteroidul prezintă o orbită caracterizată de o semiaxă mare de 2,53 ua, o excentricitate de 0,16 și o înclinație de 3,5° în raport cu ecliptica.